# Neo-Geo
Neo-Geo er en 16-bits spillekonsol. Neo-Geo har to formater: MVS (Multi Video System, arcade) og AES (Advanced Entertainment System, hjemme-konsol). 

## SNK
Neo Geo er produceret af SNK, og står for: "Shin Nihon Kikaku", der på japansk betyder Nyt Japan Projekt. 

### Historie
Firmaet, der er grundlagt ca. 1979, startede med at udgive spil til den gamle Nintendo 8-bit-konsol, der fik sin debut i 1984 i Japan. Efter 1988 begyndte SNK at lege med en ny idé: At skabe et arcadesystem, der skulle revolutionere spilindustrien. Man ville lave boards til kabinetter, hvor man blot behøvede at skifte spillet, eller i andre boards have 2, 4, eller hele 6 spil siddende i samme board samtidigt, hvor det skulle være muligt at skifte imellem spillene ved bare at trykke på en knap på kabinettet. Systemet var døbt "MVS" – Multi Video System.

## Udgivelsen
I 1989 kom arcadesystemet på markedet i Japan, USA og England. I 1990 kom hjemmekonsol-formatet "AES" – Advanced Entertainment System. Til at starte med brugte man kun AES konsollen til udlejning eller stillede den til rådighed på hotelværelser i Japan. Senere var efterspørgslen for hjemmekonsollen dog så stor, at SNK valgte at udgive den på det japanske, og senere det internationale marked, dog stadig kun i USA, Japan, og England. Med konsollen fulgte ved markedsdebuten spillet Nam-1975. Prisen på hjemmekonsollen på udgivelsesdagen var ca. 6000 danske kroner.
Udgivelsen var som en bombe. Den kraftige processor, og de ekstra mange ram, gjorde som et slag med en tryllestav de på det tidspunkt førende konsoller til små håndholdte spil konsoller. 
Neo-Geo har samme processor som Sega Mega Drive, nemlig Motorola 68000. Den store forskel er dog, at Neo Geo's er dobbelt så hurtig, hvilket gør en kæmpe forskel i måden spillene opleves på. Udover det er de to maskiner vidt forskellige konsoller med vidt forskellige spil. 
Neo Geo kører med to processorer: En Motorola 68000 på 12MHz og en Zilog Z80 på 4MHz. En helt anden tendens i modsætning til de andre konsoller er også, at RAM-hukommelsen på 214kb kunne udvides med  et separat memory card til konsollen. SNK var de første til at lancere memory cards til spillemaskiner/konsoller. 
Spillene var placeret i ROM i kassetter. Også grafisk var Neo-Geo overlegen. Der var plads til ufattelige mængder 2D-animation, i forhold til vanlig standard - op til 380 hardwaresprites på skærmen ad gangen. 
Lyden var tæt på cd-kvalitet og kontrolleret af en Yamaha 2610. Man kunne for første gang opleve meget mere autentisk musik, synths, instrumenter, samples, og længere indtalinger og lydsekvenser i spillene, i modsætning til andre maskiners spil.

## De seneste år
I 2001 gik SNK konkurs, efter en del års kamp med piratkopieringer af spil, og blev dermed opkøbt af firmaet Playmore. Personalet og ledensen flyttede med, og SNK skiftede navn til SNK Playmore. 
Der blev derefter udgivet en række spil, såsom SVC Chaos Capcom VS SNK og The King Of Fighters 2001, 2002 og 2003. I 2004 besluttede SNK Playmore at udgive det sidste Neo-Geo-spil, Samurai Shodown 5 Special, for så derefter at udgive spil på en ny og moderne hardware ved navn Sammy Atomiswave, der skulle overtage spilsalget.
 Der er for få eller ingen kildehenvisninger i denne artikel, hvilket er et problem. Du kan hjælpe ved at angive troværdige kilder til de påstande, som fremføres i artiklen.

- Wikimedia Commons har flere filer relateret til Neo-Geo

| Spillekonsol | Spire Denne spillekonsolsrelaterede artikel er en spire som bør udbygges. Du er velkommen til at hjælpe Wikipedia ved at udvide den. |